# Han-sur-Nied
Han-sur-Nied település Franciaországban, Moselle megyében. Lakosainak száma 251 fő (2022. január 1.). Han-sur-Nied Adaincourt, Herny, Rémilly, Saint-Epvre és Vatimont községekkel határos.

## Népesség
A település népességének változása:
| Lakosok száma | 93   | 86   | 193  | 237  | 261  | 260  | 258  | 258  | 257  | 251  |
|               | 1968 | 1982 | 1990 | 2006 | 2013 | 2015 | 2017 | 2019 | 2020 | 2022 |